# 学校法人光塩女子学園

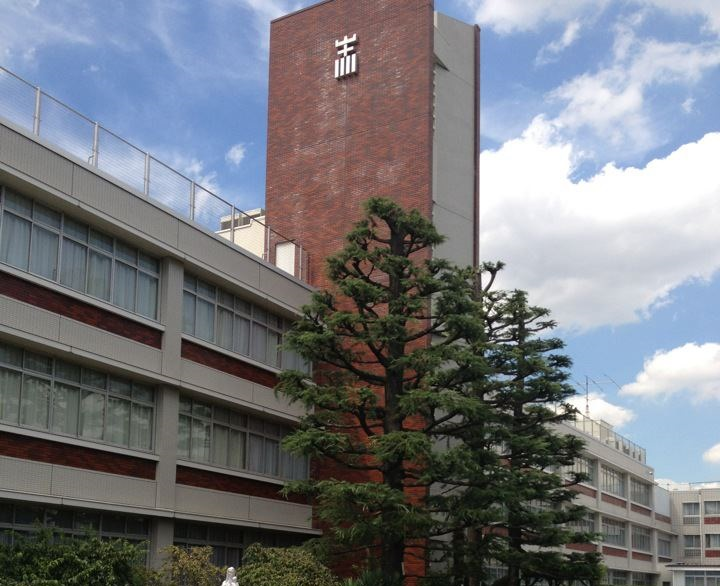
光塩女子学院の建物

学校法人光塩女子学園（がっこうほうじんこうえんじょしがくえん、英：Koen Girl's School）は、東京都杉並区高円寺南にあるカトリック系の学校法人。「光塩女子学院」を冠する教育機関を運営しているが、法人名は「学園」でおわる。

## 概要
設立母体はスペインのベリス・メルセス宣教修道女会である。この修道女会は、1930年、のちに福者となるマドレ・マルガリタらによって誕生した。13世紀に聖ペドロ・ノラスコが創立したメルセス会を前身とする。1928年、マドレ・マルガリタら9人のシスターが宣教のために日本を訪れた。東京にクリスチャン・スクールとして光塩高等女学校を建てるために尽力した。光塩は新約聖書の一節「あなたがたは世の光・地の塩である」（マタイによる福音書第5章第13 - 16節「地の塩、世の光」）から採り「人は誰でもかけがえのない存在で、ありのままで神から愛されており、一人ひとりはそのまま世を照らす光であり、地に味をつける塩である」の意である。
札幌市で光塩学園女子短期大学などを運営する学校法人光塩学園は、一切の関係を有さない異なる法人である。

## 沿革
- 1928年 - スペインからマドレ・マルガリタらが来日し、光塩高等女学校の礎を築いた。
- 1931年 - 2月に光塩高等女学校の設置が認可され、4月に開校した。落成式にはマドレ・マルガリタも出席した。
- 1947年 - 光塩女子学院と改称し、中等科・高等科、初等科を設置した。
- 1955年 - 光塩女子学院 幼稚園を開園した。
- 1956年 - 創立25周年の記念事業として長野県四阿高原に夏季林間学校を設立した。
- 1968年 - 光塩女子学院 日野幼稚園が開園した。
- 1995年 - 四阿高原の山荘を新築した。
- 2006年 - 創立75周年とともに、マドレ・マルガリタの列福を祝福した。
- 2008年 - 新2号館（中等科校舎）が竣工した。
- 2015年 - 6号館が竣工した。
- 2016年 - 新1号館（高等科校舎）第I期工事が竣工した。
- 2018年 - 新1号館（高等科校舎）第II期工事が竣工した。
- 2024年 - 光塩女子学院幼稚園を光塩幼稚園に[4]、光塩女子学院日野幼稚園を光塩日野幼稚園にそれぞれ改称[5]。以前より男女共学であり、名称を実態に合わせた。

## 設置校
- 光塩女子学院中等科・高等科
- 光塩女子学院初等科
- 光塩幼稚園
- 光塩日野幼稚園

## 著名な出身者
- 宮崎蕗苳（歌人、華道家）
- 有吉佐和子（作家）
- 山口たか（政治家）
- 有吉玉青（作家）
- 斎藤澪奈子（作家）
- 大杉君枝（元日本テレビアナウンサー）
- 菊間千乃（元フジテレビアナウンサー）
- 大谷英子（女優）
- 龍野りな（女優）
- 山本紗衣（ミュージカル俳優）